# Isabel Avellán

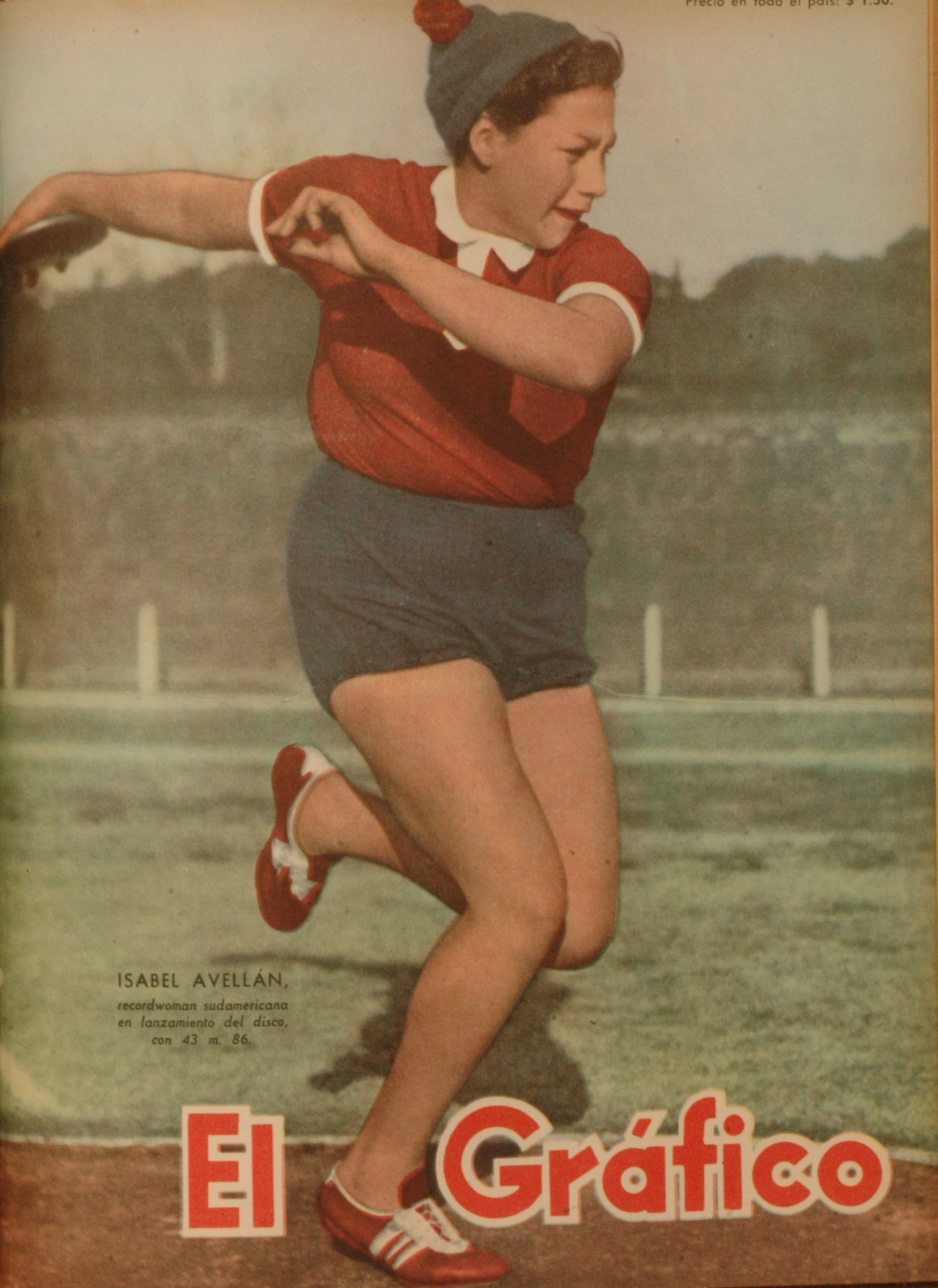
Isabel Avellán

Isabel Ercilla Avellán de Neefe (* 20. August 1933; † 20. September 2010) war eine argentinische Leichtathletin, die im Kugelstoßen und im Diskuswurf erfolgreich war. Sie gewann drei Goldmedaillen bei Südamerikameisterschaften.
Isabel Avellán belegte bei den Panamerikanischen Spielen 1955 in Mexiko-Stadt mit 40,06 Metern den zweiten Platz hinter ihrer Landsfrau Ingeborg Pfüller, die 43,19 Meter weit geworfen hatte. 1956 siegte Avellán bei den Südamerikameisterschaften in Santiago de Chile mit 44,08 Metern, dabei hatte sie fast sechs Meter Vorsprung auf die zweitplatzierte Chilenin Rosa Riveros. 1956 stellte Avellán auch ihre persönliche Bestleistung von 47,22 Meter auf. Im November 1956 bei den Olympischen Spielen in Melbourne erreichte sie das Finale im Diskuswurf und belegte mit 46,73 Meter den sechsten Platz. Bei den Südamerikameisterschaften 1958 in Montevideo siegte Isabel Avellán mit 12,69 Metern im Kugelstoßen und mit 44,57 Metern im Diskuswurf.
Bei einer Körpergröße von 1,62 Meter betrug ihr Wettkampfgewicht 70 Kilogramm.